# Z 14 Friedrich Ihn
Le Z 14 Friedrich Ihn est un destroyer de la Classe Type 1934A de la Kriegsmarine.
Le nom du navire est un hommage au commandant du torpilleur S 35, le capitaine lieutenant Friedrich Ihn, mort le 31 mai 1916 au cours de la bataille du Jutland.

## Histoire
Après sa mise en service, il fait des exercices et des croisières de formation en mer du Nord et en mer Baltique.
Au début de la Seconde Guerre mondiale, le Z 14 est à Świnoujście. Il participe au blocus à l'est de la mer Baltique puis part le 7 septembre poser des mines en mer du Nord. Jusqu'à la fin de l'année 1939, il fait la guerre commerciale dans le Cattégat et dans le Skagerrak.
En janvier 1940, le Z 14 pose des mines le long des côtes britanniques et est endommagé durant l'opération. Il est réparé jusqu'en juin au Howaldtswerke-Deutsche Werft à Kiel et ne participe donc pas au débarquement en Norvège en avril 1940. Il vient le 20 juin et à Trondheim le 23 juillet. Il escorte à partir d'ici le Gneisenau, endommagé, jusqu'à Kiel. Après une visite au chantier naval de Hambourg, le Z 14 va en France en septembre 1940 et participe aussi à une incursion dans le canal de Bristol.
Le destroyer revient à Hambourg en septembre et reste au chantier jusqu'en avril 1941. Après être allé à Szczecin au mois de juillet, il part ensuite à La Rochelle, Brest et Bordeaux, dans le golfe de Gascogne.
En février 1942, le Z 14 est dans la Manche pour l'opération Cerberus puis participe à l'opération Sportpalast. En mars, il accompagne le cuirassé Tirpitz avec les destroyers Paul Jacobi, Hermann Schoemann et Z 25 dans une mission en mer du Nord. Les navires ratent les convois de l'Arctique PQ 12 et QP 8. Seul le cargo soviétique Isora est touché par le Friedrich Ihn et coule. Le destroyer est affecté ensuite à l'opération Rösselsprung contre le convoi PQ 17.
En 1943 et 1944, le Friedrich Ihn fait principalement des missions de surveillance et de poses de mines dans les eaux norvégiennes. En raison de problèmes techniques, il fait fréquemment des séjours dans des chantiers navals. L'équipage sert sur d'autres destroyers.
Début 1945, le Z 14 accompagne des convois dans le Skagerrak et l'Oslofjord. Le 8 mai 1945, le destroyer quitte la péninsule de Hel avec des réfugiés à son bord. Il arrive à Kiel le 10 et est mis hors service.
Le navire est à l'URSS comme tribut de guerre. En février 1946, il est affecté à Liepāja et sert dans la flotte de la Baltique sous le nom de Zorkyj. Le destroyer est abandonné en 1961.

## Commandement
- Du 9 avril 1938 au 25 octobre 1938 : Korvettenkapitän Claus Trampedach
- Du 26 octobre 1938 au 31 mars 1939 : Fregattenkapitän Erich Bey
- Du 9 avril 1939 au 25 octobre 1939 : Korvettenkapitän Rudolf von Pufendorf
- Du 26 octobre 1939 au 10 novembre 1942 : Korvettenkapitän Günther Wachsmuth
- Du 11 novembre 1942 au 29 avril 1944 : Korvettenkapitän Gerhard Fromme
- Du 30 avril 1944 au 10 mai 1945 : Korvettenkapitän Carl-August Richter-Oldekop